# Irini (stacja metra)
Irini (gr: Ειρήνη) – stacja metra ateńskiego na linii 1 (zielonej), 20,850 km od Pireusu. Została otwarta 3 września 1982. Znajduje się na terenie miasta Amarusi, w pobliżu kompleksu olimpijskiego, na którym rozgrywane były Letnie Igrzyska Olimpijskie w 2004.